# Aglaophenia bilobidentata
Aglaophenia bilobidentata är en nässeldjursart som beskrevs av Eberhard Stechow 1907. Aglaophenia bilobidentata ingår i släktet Aglaophenia och familjen Aglaopheniidae. Inga underarter finns listade i Catalogue of Life.